# سوزانا فروتير
سوزانا فروتير هي عالمة بلورات ‏ وكيميائية كندية، ولدت في 11 نوفمبر 1949 في Saint-Timothée, Quebec ‏ في كندا.